# 河内良弘
河内 良弘（かわち よしひろ、1928年8月20日 - ）は、日本の歴史学者。京都大学名誉教授、天理大学名誉教授。専門は東洋史、特に東北アジア史。満洲族に関する研究に従事。

## 来歴
佐賀県武雄市出身。1950年から1951年まで千葉県成田町立中学校教諭。1954年京都大学文学部東洋史学科卒業、同大学院博士課程満期退学。1973年天理大学教授、1987年京都大学文学部教授。1992年定年退職、名誉教授、天理大学教授、1999年定年、名誉教授。2016年日本学士院賞受賞。2017年秋の叙勲で瑞宝中綬章を受章。

## 著書
- 『明代女真史の研究』同朋舎出版 1992
- 『満洲語文語文典』京都大学学術出版会 1996

### 編著
- 『満洲語文語入門』清瀬義三郎則府共編著 京都大学学術出版会 2002
- 『滿州語辞典』編著 松香堂書店 2014

### 翻訳
- 『騎馬民族史 正史北狄伝 1』「烏桓・鮮卑伝（後漢書・三国志）」（訳注）平凡社、東洋文庫 1971
- 『内国史院満文档案訳註 中国第一歴史档案館蔵 崇徳二・三年分』訳註・編著 松香堂書店 2010

## 論文
- CiNii>河内良弘